# Johann Georg Volkmar

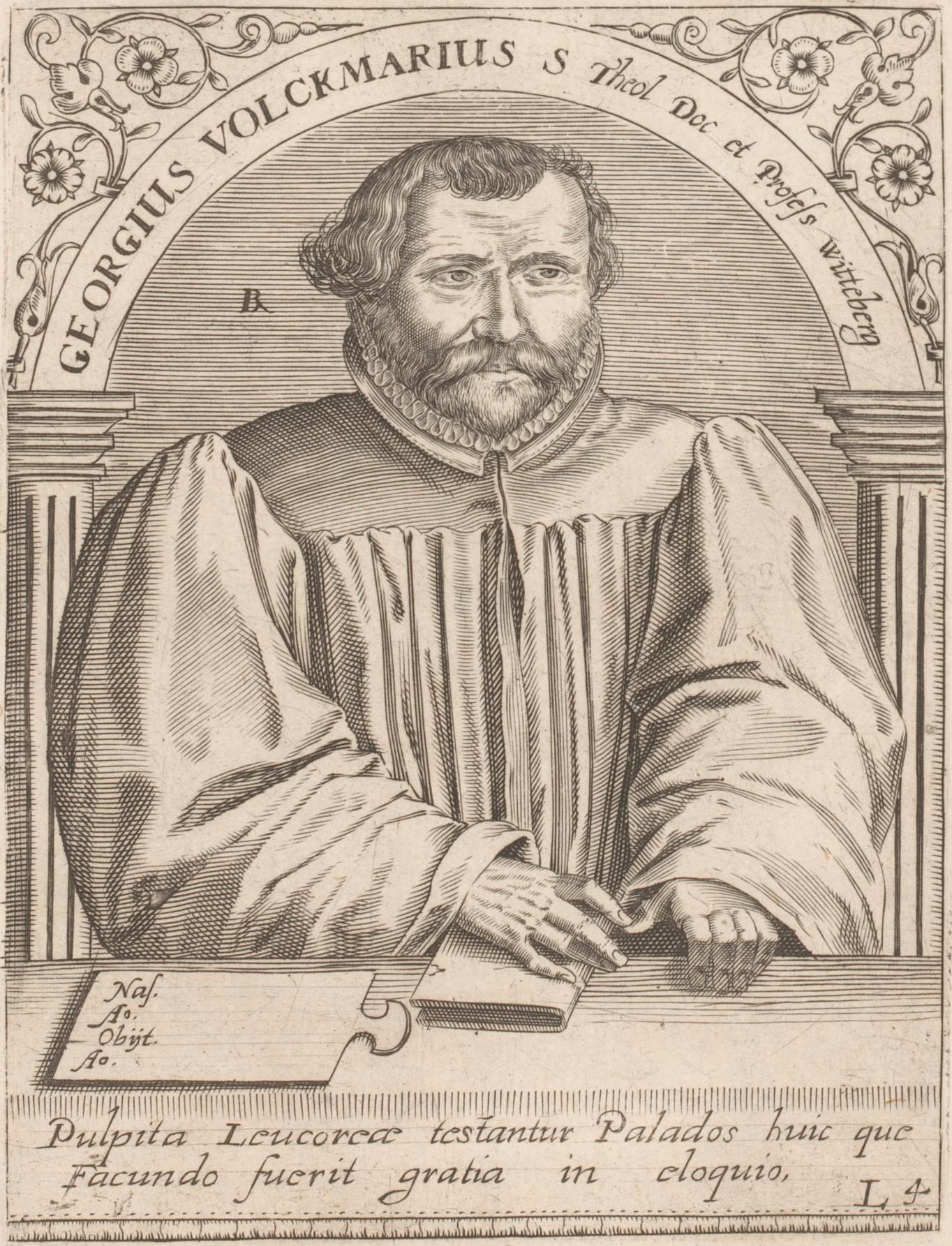
Johann Georg Volkmar

Johann Georg Volkmar (* 20. April 1567 in Harra bei Lobenstein; † 15. März 1596 in Wittenberg) war ein deutscher lutherischer Theologe.

## Leben
Volkmar war der Sohn des Pastors und Superintendenten Martin Volkmar. Er besuchte er das Gymnasium in Hof. 1585 bezog er die Universität Jena, die er wegen der dort auftretenden Pest verließ, um sich weiteren Studien an der Universität Frankfurt (Oder), der Universität Wittenberg und der Universität Leipzig zu widmen. Daraufhin ging er 1586 als Rektor an die Schule in Lobenstein, kehrte nach zwei Jahren zurück nach Jena, wo er sich 1589 den akademischen Grad eines Magisters der Philosophie erwarb.
Er führte im Anschluss dort Disputationen durch und wandte sich dem Studium der Theologie zu. Im Rahmen der Neuausrichtung der Universität Wittenberg auf die lutherische Orthodoxie nach dem Tod von Kurfürst Christian I. von Sachsen wurden mehrere Lehrkräfte entlassen. Daher wurde Volkmar 1593 als Professor für Geschichte an die Universität Wittenberg berufen. Dort übernahm er nach der Absetzung von Samuel Huber 1595 eine Professur der Theologie und promovierte im selben Jahr erst zum Lizentiaten und bei David Runge sowie bei Aegidius Hunnius zum Doktor der Theologie.
Der Doktorschmaus und die damit verbundenen Feierlichkeiten fanden erst 21 Wochen nach der Promotion in der Wittenberger Schlosskirche statt. Seine Arbeit war überwiegend der Melanchthonforschung gewidmet. Die Hoffnungen, die in ihn gesetzt wurden, vernichtete jedoch eine Krankheit, so dass er bereits ohne großes Wirken an der Wittenberger Hochschule in seinem 29. Lebensjahr verstarb und am 18. März in der Wittenberger Schlosskirche seine letzte Ruhestätte fand.